# Batalla d'Imbros
La batalla d'Imbros va ser un combat naval que va tenir lloc el 20 de gener de 1918, durant la Primera Guerra Mundial, quan un esquadró otomà va atacar una flotilla de la Royal Navy de l'illa d'Imbros, a la mar Egea.
La manca de vaixells de guerra pesats de la Triple Entesa a la zona va permetre que el creuer de batalla otomà Yavûz Sultân Selîm (SMS Goeben) i el creuer lleuger Midilli (SMS Breslau) fessin una incursió a la Mediterrània i ataquessin els monitors i destructors britànics que estaven en Imbros abans d'atacar la base naval de Moudros.
Tot i que les forces otomanes van aconseguir completar el seu objectiu de destruir els monitors britànics a Imbros, la victòria es va tornar amarga mentre navegaven a través d'un camp minat durant la seva retirada. El Midilli es va enfonsar i el Yavûz Sultân Selîm va quedar molt malmès. Malgrat que el Yavûz Sultân Selîm va aconseguir arribar fins a una platja a l'interior dels Dardanels, durant dies va ser sotmès a atacs aeris fins que va ser remolcat a un lloc segur.
Amb el creuer més modern de l'Osmanlı Donanması (armada otomana) enfonsat i el seu únic creuer de batalla fora d'acció, la batalla va reduir efectivament la capacitat ofensiva de l'armada otomana fins al final de la guerra.

## Antecedents
El gener de 1918, la situació per a l'exèrcit otomà a Palestina havia començat a flaquejar. El nou comandant alemany de la flota otomana a la mar Negra, Hubert von Rebeur-Paschwitz, va decidir tractar d'alleujar la pressió naval aliada sobre Palestina fent una sortida fora dels Dardanels.
Diversos elements navals britànics de la British Aegean Squadron estaven refugiats en la badia de Kusu de les illes d'Imbros, i eren un blanc perfecte per a un atac otomà. Rebeur-Paschwitz va decidir atacar els vaixells que podria trobar en Imbros i després atacar la base naval britànica de Moudros. La força aliada que vigilava els Dardanels consistia en unes poques unitats pesades britàniques i franceses, així com diversos monitors escortats per destructors britànics amb la tasca de bombardejar la costa. Els cuirassats predreadnought HMS Agamemnon i el HMS Lord Nelson també es van encarregar de custodiar la zona, però el Lord Nelson es va anar per a transportar a l'almirall de l'esquadra a una conferència a Tessalònica.
Aprofitant l'absència del cuirassat britànic, els alemanys i els otomans van decidir enviar el creuer de batalla Yavûz Sultân Selîm i el creuer lleuger Midilli per a atacar la zona. Les forces aliades en Imbros el 20 de gener estaven formades pels monitors HMS Raglan i HMS M28, així com els destructors de la classe Acheron HMS Tigress i el HMS Lizard. L'Agamemnon estava a prop de Moudros però era massa lent per a perseguir les naus otomanes si les volia atacar.
Sense l'Agamemnon i el Lord Nelson, els britànics tenien menys potència de foc en comparació amb les naus otomanes. El Tigress i el Lizard estaven armats amb dos canons BL 4-inch gun Mark VIII, dos canons QF 12 pounder 12 cwt i dos tubs llançatorpedes de 21 polzades. Eren naus ràpides amb una velocitat màxima de 27 nusos. Els dos monitors presents en Imbros eren més adequats per al bombardeig costaner que no pas per al combat naval, encara que les seves armes pesants els va donar un element de la potència de foc que els destructors no tenien. El Raglan estava armat amb dos canons de 14 polzades, dos canons de 6 polzades i dos canons de 3 polzades. El M28 era un vaixell més petit que el Raglan i portava armament més lleuger (un sol canó de 9,2 polzades, un canó 12 QF 12 pounder 12 cwt i un canó QF 6 pounder Hotchkiss. El major punt feble del Raglan i del M28 era la seva baixa velocitat (velocitat màxima de 7 i 11 nusos respectivament) que els donava poca capacitat per a escapar d'un atac otomà.
En contrast amb la força britànica, els vaixells otomans eren alhora ràpids i fortament armats. El Midilli lluïa vuit canons de 150 mm, 120 mines, dos tubs de llançatorpedes i una velocitat màxima de 25 nusos. El Yavûz Sultân Selîm era la nau més poderosa de la flota otomana, amb una velocitat màxima de 25,5 nusos, 10 canons de 283 mm, 12 canons de 150 mm, una dotzena de canons de 88 mm i quatre tubs llançatorpedes. Per tant, sense les pesades unitats disponibles per a repel·lir-los, els aliats van tenir pocs mitjans d'oposició efectiva quan els otomans van emprendre la seva missió.

## Batalla
Anant cap a Imbros, el Yavûz Sultân Selîm va xocar contra una mina a prop de l'illa, però el dany va ser insignificant i els dos vaixells otomans van ser capaços de continuar la seva missió. El Yavûz Sultân Selîm va procedir a bombardejar l'estació de senyals britànica en Kephalo Point mentre que el Midilli s'encarregaria de protegir l'entrada de la badia de Kusu.
A les 5:30 h, a mesura que el Yavûz Sultân Selîm i el Midilli s'acostaven a la badia de Kusu, van ser albirats pel destructor HMS Lizard. El Lizard va intentar aturar els vaixells otomans, però no podia apropar-se fins al rang dels seus torpedes a causa d'un foc intens dels seus opositors. Aviat el Yavûz Sultân Selîm va albirar els dos monitors britànics que anaven a refugiar-se a l'interior de la badia. El Yavûz Sultân Selîm es va dirigir cap als monitors per a atacar-los, mentre que el Midilli va continuar el duel amb el Lizard fins que es va afegir el destructor HMS Tigress. El Lizard i el Tigress van intentar protegir els monitors de l'atac del Yavûz Sultân Selîm creant una cortina de fum, però això va ser ineficaç. Els monitors eren massa lents per a evadir el Yavûz Sultân Selî, que va ser capaç d'anotar nombrosos impactes contra el Raglan, colpejant la cofa i matant als seus oficials d'artilleria i de direcció. El Raglan va tornar el foc amb els seus canons de 6 i 14 polzades, sense encertar als vaixells alemanys, fins que un projectil va perforar la seva casamata, destruint el seu armament principal i provocant un incendi en la munició dins d'ella. Poc després de ser desarmat, el magatzem del Raglan va ser destruït per un obus d'11 polzades del Yavûz Sultân Selîm, que va fer que el monitor s'enfonsés. Després d'enfonsar el Raglan, el creuer de batalla otomà va començar a atacar el monitor HMS M28, colpejant enmig del vaixell i provocant un incendi. A les 6:00 h va explotar el seu magatzem i el monitor es va enfonsar.
Amb els dos monitors enfonsats, els otomans van decidir finalitzar el combat i dirigir-se cap al sud per a intentar atacar la base naval de la Triple Entesa a Mudros.

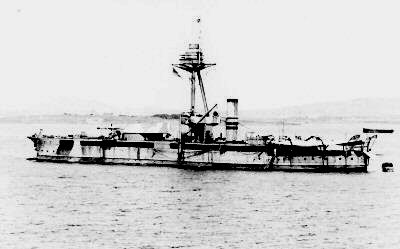
HMS Raglan (1915)

En retirar-se de la badia de Kusu, la força otomana va navegar per accident en una zona minada mentre eren perseguits pels dos destructors britànics. A més, uns quants avions britànics i grecs van despegar des de Mudros per a atacar els vaixells enemics. Amb l'arribada dels avions, el Midilli, que estava seguint al Yavûz Sultân Selî, va prendre la iniciativa per tal d'aprofitar el seu armament pesant antiaeri. En aquell moment, el Midilli una mina va colpejar la seva popa, i poc després el Yavûz Sultân Selî també va xocar contra una mina. Al cap de mitja hora, el Midilli havia colpejat quatre mines més i va començar a enfonsar-se. El Yavûz Sultân Selî va intentar rescatar el Midilli, però va xocar contra una mina i es va veure obligat a retirar-se. Fugint cap a la seguretat dels Dardanels, el Yavûz Sultân Selî va ser perseguit pel Lizard i el Tigress. Quatre destructors otomans i un vell creuer van sortir corrents per a cobrir al Yavûz Sultân Selî i per a atacar els destructors britànics. Com els destructors britànics es van acostar a Cap Helles, van començar a rebre trets de les bateries costaneres otomanes i es van retirar.
Per a donar suport al Lizard i al Tigress, van despegar una dotzena d'hidroavions britànics des del HMS Ark Royal per a acabar amb el Yavûz Sultân Selî. Encara que van fer dos impactes contra el creuer de batalla, el vaixell otomà era en aquest moment prop de la costa; els esforços combinats de deu hidroavions otomans amb el foc intens de les bateries antiaèries van ser capaços de repel·lir els atacs aeris, enderrocant un Sopwith Baby i danyant una altra aeronau. Els quatre destructors otomans van tornar i van escortar al Yavûz Sultân Selî cap als Dardanels. El creuer de batalla otomà estava severament danyat i finalment va encallar en un banc de sorra prop de Nagara Point. Durant els sis dies següents van haver nous atacs aeris d'hidroavions aliats contra el creuer de batalla otomà, que van poder colpejar-lo sis vegades. Els hidroavions otomans i l'artilleria costanera pesada van respondre als atacs i van ser capaços de protegir el Yavûz Sultân Selî dels atacs aeris. Malgrat els atacs aeris, el Yavûz Sultân Selî només va patir danys superficials, ja que els 29 kg. de bombes utilitzats pels britànics eren insuficients per a ser eficaços. Els comandants aliats van proposar plans per a una incursió submarina contra el creuer de batalla, però l'únic submarí de la British Aegean Squadron, el HMS E12, tenia problemes mecànics i estava fora de servei.

## Conseqüències
Sense manera d'alliberar-se, el Yavûz Sultân Selî va quedar encallat al banc de sorra fins al 26 de gener, quan finalment va arribar el Turgut Reis i el va remolcar cap a la mar Negra.

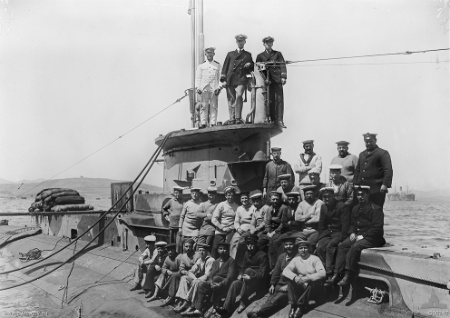
Submarí HMS E14 (1915)

En un últim esforç per destruir el creuer de batalla, els britànics van enviar el 27 de gener el submarí HMS E14, però el Yavûz Sultân Selî ja havia abandonat la zona. Després de descobrir l'absència del creuer de batalla, el HMS E14 va iniciar el seu retorn i va albirar un vaixell mercant otomà. El submarí britànic li va disparar dos torpedes, però el segon torpede va explotar abans d'hora i degut aquesta explosió el submarí va quedar greument danyat; va saltar l'escotilla de proa, es va quedar sense llum, van aparèixer diverses fuites d'aigua i va començar un incendi. El HMS E14 es va veure obligat a fugir de la zona sota el foc de les bateries costaneres otomanes. Finalment, el comandant Geoffrey Saxton White va decidir encallar el submarí a la riba per tal de donar una oportunitat a la seva tripulació de salvar-se; en la platja, el comandant va morir junt amb un mariner i van ser capturats set tripulants. El cos de White mai va ser recuperat i no té una tomba coneguda, però va ser guardonat a títol pòstum amb la Victoria Cross (Creu de la Victòria) pels seus esforços per a salvar la seva tripulació.
Tot i que la força otomana va ser capaç de destruir els monitors britànics, amb el Midilli enfonsat i el Yavûz Sultân Selî severament danyat, l'amenaça de l'armada otomana es va reduir en gran manera per a la resta de la guerra. Tot i l'eliminació d'aquests dos vaixells otomans de la línia de batalla, el comandant de la British Aegean Squadron va ser criticat per haver enviat les seves dues unitats pesades massa lluny dels Dardanels, ja que si l'Agamemnon o el Lord Nelson haguessin estat en els seus llocs durant l'atac otomà haurien pogut enfonsar el Yavûz Sultân Selî, evitant així la seva fugida.